# Megapenthes gomyi
Megapenthes gomyi là một loài bọ cánh cứng trong họ Elateridae. Loài này được Girard in Chassain & Girard miêu tả khoa học năm 2004.